# Lanfranconiho palác
Lanfranconiho palác nebo nesprávně Lafranconiho palác je novorenesanční měšťanský bytový dům v Bratislavě v městské části Staré Mesto, na rohu Náměstí Ľudovíta Štúra 1 a Vajanského nábřeží 1. 

V paláci sídlí ministerstvo životního prostředí.

## Historie
Budovu dal postavit Antonio Lanfranconi, otec Graziosa Lanfranconiho, na místě bývalého solného úřadu. Stavba byla realizována v letech 1876 – 1877 podle návrhu Ignáce Feiglera. Železná střešní konstrukce pochází z objektů vídeňské světové výstavy.